# Ignacio Balcells Eyquem
Ignacio Balcells Eyquem, arquitecto y poeta chileno nacido el 30 de enero de 1945 en Viña del Mar (Chile), y fallecido el 23 de octubre de 2005 en la misma ciudad.

## Biografía
Después de vivir gran parte de su infancia y hasta su mayoría de edad en Calama y en La Serena, cursó estudios de filosofía en la Universidad de Chile durante algunos años y luego arquitectura en la Universidad Católica de Valparaíso en donde se recibió. Fue profesor titular de diseño gráfico en la misma universidad durante largos años, cofundador de Amereida y poeta residente de la Ciudad Abierta; y más tarde poeta extranjero en París y poeta navegante en muchos mares del mundo. Además de sus propias obras literarias, tradujo a Coleridge, R. L. Stevenson y a Louis René des Forêts, entre otros grandes poetas.
Desarrolló una escritura intimista, una prosa poética llena de mitologías universales. Su constante preocupación y gran amor por el mar lo llevaron a navegar por el Pacífico desde las costas del Adriático hasta Valparaíso durante casi un año y luego, a su regreso a Chile, a recorrer sus costas de punta a cabo y de norte a sur. Los últimos años de su vida los pasó en una pequeña caleta de la zona central llamada Quintay y esporádicamente en Santiago.

### 13 cachalotes o la dimensión poética de un país
A partir de la relación arquitectura, poesía y escultura establecida con José Balcells y la obra de su hermano Ignacio, la Pontificia Universidad Católica de Valparaíso creo el taller se orienta desde el proyecto los “13 cachalotes o la dimensión poética de un país“, creación que desarrolla el escultor José Balcells a partir del encargo poético de su hermano. Los alumnos de segundo año construyeron el lugar que recibirá en Quintay a uno de los 13 cachalotes creados por José, lugar que él llama ”plaza de mar”, la primera de las 13 plazas de mar que acogerán a cada uno de los 13 cachalotes en 13 regiones de Chile frente al Pacífico.

Mortal es la mirada que cruzan

antes de separarse para siempre

tú y tu prójimo

tú y el cachalote

cruzan una mirada viva

cuando al salir por su boca

después de un viaje oscuro

descubres que te ha traído

a la patria de tu prójimo

Oh giba eminente del mar

Dios quiera que al socaire tuyo

yo tenga la rara aventura

de vivir hasta mi misma hora

de estar cuando me toque la muerte

y de resucitar un lunes cualquiera

con los míos los otros los perros

las tiatinas los pinos las gaviotas

el monte las nubes los vientos

y la mar que me tuvo en vida

en esta costa enhiesta de Quintay
Trece Cachalotes para el Escultor con Trece Trampolines para el Arquitecto, Ignacio Balcells Eyquem

Una vez que Balcells murió, los pescadores de Quintay, localidad a la que dedicó el también bellísimo libro «El tiempo en la costa» no podían creerlo. Con su casa, en una puntilla que le daba la vista de la ballenera y la caleta por un lado, y de la playa por otra, ya se habían acostumbrado a ver su luz encendida en las noches, guiando su retorno.
Otras como la esposa de Ignacio Balcells, Jacqueline Balcells incluso hicieron libros acerca de Quintay.

## Obras
- Oda a la Quimera (Valparaíso, 1980);
- Resurrección, Número Único (Santiago de Chile, 1981);
- A un Pueblo de Palomas (Valparaíso, 1984);
- Oficio de Olas (Santiago, 1987);
- El Campo de Montiel, Guías Raras y Completas de Territorios y Habitantes de España (Madrid, 1987);
- y Aysén, Carta del Mar Nuevo (Santiago, 1988);
- Quince Poemas, Fontaines (París, 1989);
- Ulises, Triages (Saint Benoit du Sault, 1991);
- El Tiempo en la Costa, Editorial Andrés Bello (Santiago de Chile, 1999);
- La Mar, Editorial Andrés Bello (Santiago de Chile, 2001);
- Jonás La Vida en Vilo, Editorial Zig Zag (Santiago de Chile, 2006)